# Zwierzyn
Zwierzyn (Duits: Neu Mecklenburg) is een dorp in het Poolse woiwodschap Lubusz, in het district Strzelecko-drezdenecki. De plaats maakt deel uit van de gemeente Zwierzyn en telt 1300 inwoners.